# Cogrštof
Cogrštof (njemački Zagersdorf, mađarski Zárány), naselje Gradišćanskih Hrvata u Gradišču u Austriji gdje se prvi puta spominje pod imenom “Czogasdorff”. U selu se tada govorio njemački jezik, da bi se nakon kojih 70 godina u njemu naselili Hrvati koji su se povukli u ovaj kraj nakon turske provale 1532. Selo danas ima oko 1,000 stanovnika poznatih po uzgoju grožđa i proizvodnji crvenog vina u blizini Nežiderskog jezera. Među tamošnjim Hrvatima njeguje se tamburaški orkestar koji uključuje žičane instrumente bisernica (najmanji instrument u orkestru), brač (nešto veći i dubljeg zvuka od bisernice), čelo i čelović (jedan i drugi veličine i oblika gitare), bugarija (ili kontra, nalik gitari) i berda (nazivan i bas ili begeš, najveći u orkestru).

## Poznate osobe
- Martin Borenić